# Alyte accoucheur
Alytes obstetricans
Espèce
Synonymes
- Bufo obstetricans Laurenti, 1768
- Obstetricans vulgaris Dugès, 1834
- Alytes obstetricans delislei Lataste, 1879
- Alytes obstetricans boscai Lataste, 1879
- Alytes obstetricans almogavarii Arntzen & García-París, 1995
- Alytes obstetricans pertinax García-París & Martínez-Solano, 2001

Statut de conservation UICN

 LC  : Préoccupation mineure
Alytes obstetricans est une espèce d'amphibiens de la famille des Alytidae. En français elle est nommée alyte accoucheur ou crapaud accoucheur.

## Répartition

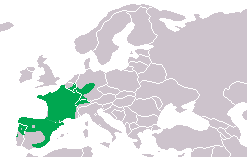
Aire de répartition de Alytes obstetricans.

Cette espèce est présente dans le nord du Portugal et de l'Espagne, dans la plus grande partie de la France, dans le sud et l'est de la Belgique, Pays de Herve , des Pays-Bas, au Luxembourg, dans le sud et l'ouest de l'Allemagne ainsi que dans le nord et le centre de la Suisse,.
Elle a été introduite dans le nord de l'Angleterre et à Minorque, dans les îles Baléares, Espagne.
En France, le crapaud accoucheur est partout présent mais avec une répartition morcelée. Il est souvent associé aux milieux perturbés par l'Homme. Il se raréfie dans le Nord et l'Est (une station connue en Alsace, deux ou trois en Lorraine). Il est aussi rare dans les plaines littorales. Il est par contre commun dans les massifs montagneux comme le Massif central et les Pyrénées.

## Habitat
Le crapaud accoucheur habite les zones humides où il peut s’enfouir dans des terres meubles, près des points d’eau et dans des étendues dégagées. Il est présent dans les formations végétales assez ouvertes comme les carrières, sablières, éboulis, pentes rocheuses, berges, vieux murs, pelouses, landes mais totalement absent des zones inondables. Il est possible de le trouver en milieu forestier, par exemple à proximité d'habitations abandonnées. On le trouve jusqu'à 2 400 m d'altitude dans les Pyrénées et dans les vallées des Alpes, du Jura et du Massif central jusqu’à 1 600 m. Il montre une grande habileté à grimper dans les talus. C'est une espèce plutôt montagnarde que de plaines.
Dans la journée, il peut rechercher des endroits ensoleillés. Il se cache sous les pierres, dans les interstices des dalles, au pied des vieux murs, entre les racines des arbres et sous le bois mort. Il peut aussi se creuser des terriers avec ses pattes avant. Pour ses têtards, il cherche des eaux stagnantes ou courantes : mares de pâture, ruisseaux, petits étangs, points d'eau des tourbières, fossés. Les têtards survivent dans des eaux de mauvaise qualité écologique. Il cohabite avec l'homme dans les parcs, jardins, ruines, cimetières.

## Description

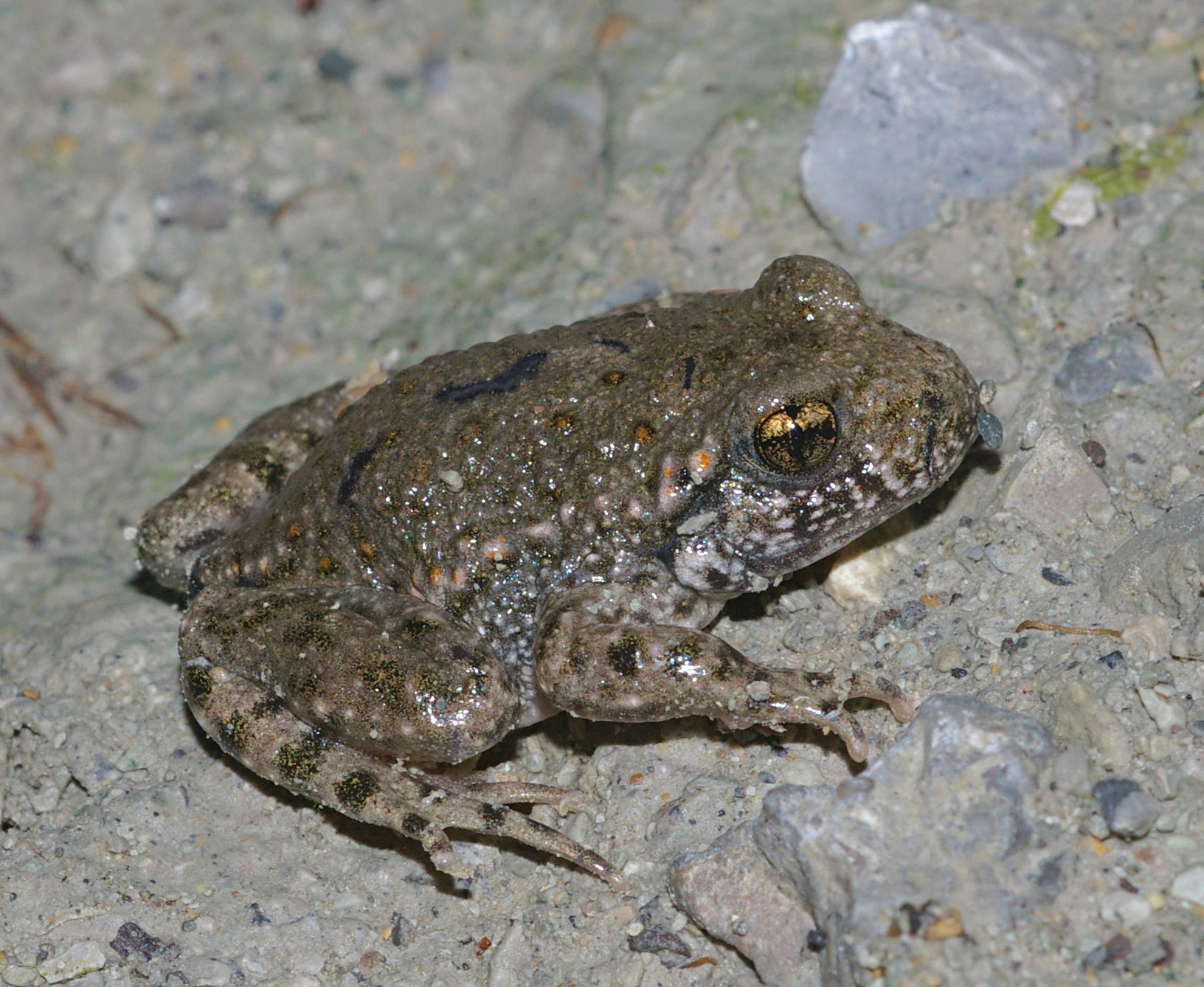
Juvénile, avec ligne latéro-dorsale discontinue de pustules claires

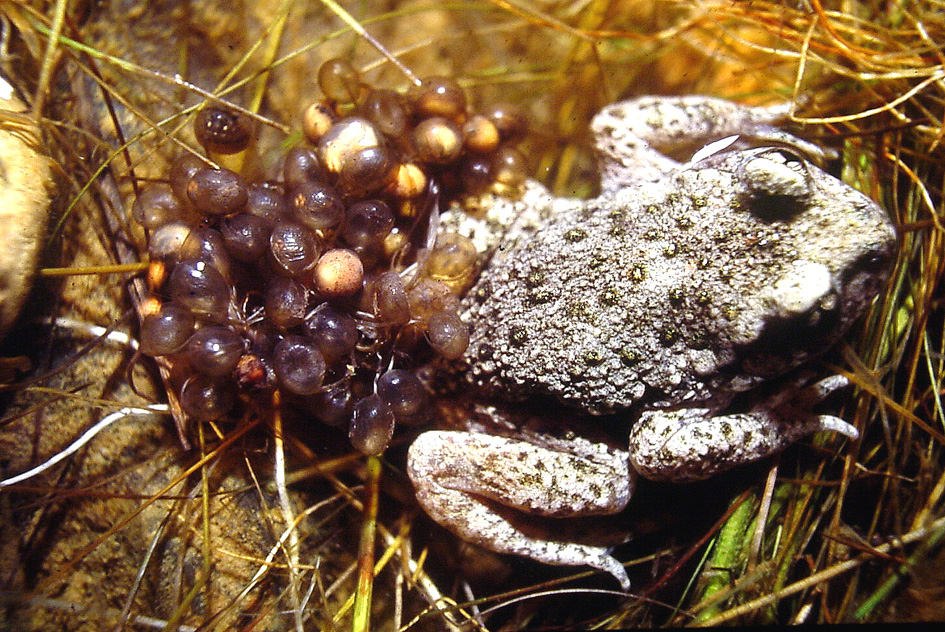
Mâle portant des œufs (landes humides paratourbeuses du plateau d'Helfaut, Pas-de-Calais

L'alyte accoucheur est un petit crapaud dodu faisant en général moins de 5 cm. La femelle est plus grande que le mâle.
L'alyte accoucheur se différencie d'un petit Crapaud commun (Bufo bufo) par ses yeux proéminents aux pupilles verticales et des glandes parotoïdes à peine visibles. Les mâles reproducteurs sont dépourvus de callosités nuptiales et de sac vocal. En été, ils portent des chapelets d’œufs enroulés autour de leurs pattes arrière. 
- Les membres postérieurs sont très courts chez la femelle et courts chez le mâle[3]. La palmure des orteils, vestigiales, est charnue.
- Couleur : dessus gris, olive, brun ou jaunâtre, avec quelques petites marques plus foncées, dessous grisâtre ou blanc sale.
- Peau : granuleuse, parsemée de petites pustules lisses (ou verrues). Sur chaque flanc, le repli latéro-dorsal se résume généralement, à une ligne discontinue de pustules rougeâtres ou jaunes s'étendant du tympan à l'arrière-train.
- Pupilles : ovales verticales ou en losange
- Période de reproduction : début mars et tout le printemps
- Durée de vie : les crapauds accoucheurs peuvent vivre 5 ans, les plus âgés atteignent une vingtaine d’années.

### Confusion possible
L'alyte accoucheur peut être confondu avec le pélodyte ponctué.

### Chant
Le chant, fait d'une suite de notes flûtées, est caractéristique de l'espèce.
- Chant crapaud accoucheur (au départ et à l'arrière-plan chants de grenouille rieuse).

## Comportement, mode de vie
C'est une espèce terrestre mais qui vit toujours près des points d'eau, généralement en petites colonies plus ou moins dispersées.
- Espèce crépusculaire et nocturne : l'alyte accoucheur est une espèce principalement active au crépuscule ; hormis quand il doit aller mouiller ses œufs, le jour, il reste caché dans les fissures, dans les murs de pierres sèches ou sous le bois mort et ne sort qu'à la tombée du jour pour chasser.
- Fouisseur : selon W. Conrad (1917), « L'alyte est un excellent fouisseur, il creuse, les pattes postérieures en avant, et peut construire ainsi des terriers de dix mètres de longueur »[5].
- Alimentation : toujours selon W. Conrad « Les alytes ne chassent que la nuit, on en a vu construire de vrais pièges à insectes, à la façon des fourmi-lions. Ils prennent leur nourriture comme les grenouilles, en levant le museau, car ils chassent principalement les insectes »[5]. À 95 %, son régime alimentaire est constitué d’insectes (moustiques, coléoptères). Des gastéropodes (limaces, escargots), de lombrics, d'arachnides, de cloportes peuvent compléter leur menu.
Sa langue en forme de disque ne peut être projetée en avant pour attraper ses proies comme le font de nombreux autres anoures.
- Hibernation : hormis pour les individus néoténiques, ce crapaud hiverne, hors de l'eau, dans des fissures, des terriers ou même des caves humides.
- Défense : lorsqu'il se sent menacé, l'alyte accoucheur se gonfle et rabat ses membres contre son corps. Parfois, il se dresse sur ses pattes, l'arrière-train relevé, les yeux fermés et la tête rabattue entre les bras, dans une posture d'intimidation  caractéristique.

## Reproduction

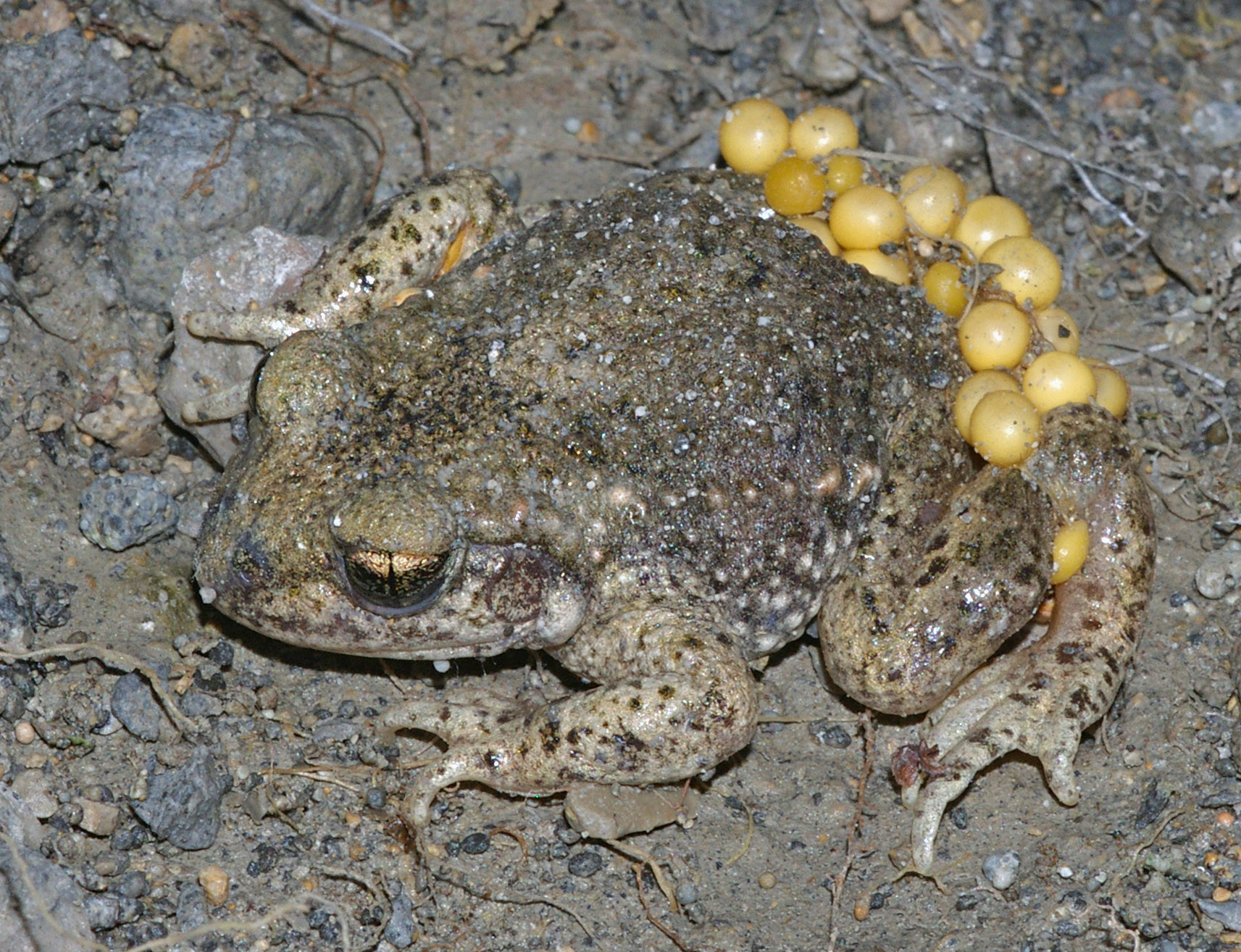
Mâle alyte accoucheur portant les œufs

Dès le mois de mars, la nuit venue, les mâles chantent pour attirer les femelles, ils émettent régulièrement une petite note flûtée tiou...tiou...tiou qui ressemble au chant du hibou petit-duc scops, mais en plus ténu. Ces appels nuptiaux sont émis par une température de l'air d'au moins 4 °C. Les chants les plus précoces sont entendus début février dans le sud-ouest de la France. Par contre, en montagne, on ne les entend pas avant le mois de mai. Ces chants ne cessent qu'en août dans le nord et en octobre-novembre parfois décembre, dans le Sud.
L'accouplement des crapauds accoucheurs se passe, au sec, sur la terre ferme, la nuit ou au crépuscule. Le mâle « aide sa partenaire à accoucher » d'un chapelet de 15 à 80 œufs. L'accouplement-accouchement qui ne dure que 10 à 20 minutes se fait en plusieurs temps,.
Lorsque les partenaires se rencontrent, le mâle étreint la femelle avec ses membres antérieurs ou bien celle-ci l'excite en lui donnant de légers coups de museau.
1. dans un premier temps, le mâle étreint la région lombaire de sa partenaire (on parle d'amplexus lombaire), puis il lui frictionne les parois de l'orifice cloacal par des mouvements alternatifs de ses pattes postérieures. Il y introduit ses orteils et en sort un double chapelet d'ovocytes qu'il dépose dans le réceptacle en losange formé par ses pattes postérieures et celles de sa partenaire.
2. dans un deuxième temps, le mâle change de position. Il agrippe la femelle par le cou et arrose les ovocytes d'un mélange de sperme et d'urine. Le premier pour féconder les œufs, le second pour les humidifier afin de permettre aux spermatozoïdes de se déplacer.
3. dans une troisième phase, après une pause, le mâle fixe les œufs sur ses pattes postérieures en enfonçant alternativement ses tarses dans la masse des œufs. Les cordons ovulaires remontent alors le long de ses jambes.

Les œufs enflent pour atteindre la taille de 5 mm de diamètre puis durcissent. Ils sont alors entourés d'une gangue externe épaissie, de couleur jaunâtre à marron, assurant leur protection.
Le crapaud accoucheur mâle peut courtiser plusieurs femelles et porter simultanément les pontes de deux femelles, voire de trois ou quatre. La femelle, quant à elle, peut pondre deux à quatre fois par an. Chaque année, le mâle peut porter successivement plusieurs masses d’œufs, jusqu'à trois en plaine. Par contre, en altitude, l'un comme l'autre ne s'accouplent qu'une seule fois.
Le mâle se réfugie souvent dans un terrier humide où les œufs ne sèchent pas. Dans des conditions sèches, il se rend tous les soirs, au point d’eau pour les faire tremper.

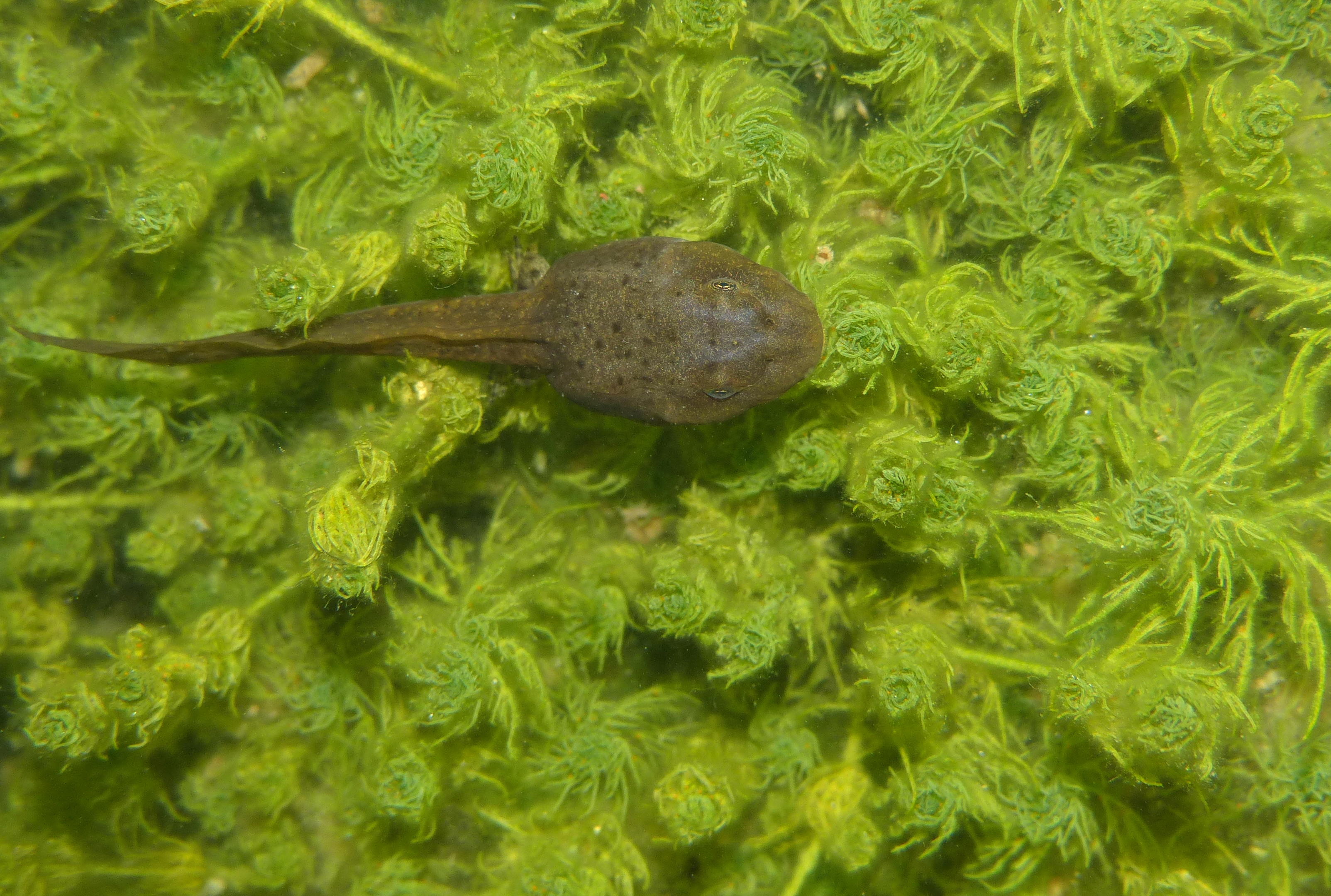
Têtard (Cavandi, Espagne)

Les œufs se développent sur le dos du mâle pendant 3 à 8 semaines avant qu'il ne les dépose dans l'eau juste avant leur éclosion. Les jeunes têtards sortent peu à peu de leur coquille et restent dans l’eau. Plus vigoureux que les têtards des autres amphibiens, ils ont un meilleur taux de survie, supérieur à 40 %. La métamorphose des têtards peut intervenir avant l'hiver (2 à 5 mois après l'éclosion) ou après l'hivernage (9 à 15 mois plus tard).
En plaine, le mâle peut se reproduire à 1 an, la femelle à 2 ans. Sa durée de vie peut atteindre 5 ans.
Le mode de reproduction particulier de l’alyte est, pour la première fois, décrit et expliqué au XVIIIe siècle par le chirurgien Pierre Demours, mais les scientifiques ne le croient pas. Ce n’est qu’en 1872 que le naturaliste Arthur de l'Isle du Dréneuf accrédite sa thèse.[réf. souhaitée]

## État des populations, pressions, menaces
Comme tous les amphibiens cette espèce est en régression et a disparu dans une partie importante de son aire de répartition. 

Les causes identifiées sont la destruction, dégradation et morcellement de son habitat (zones humides). Localement de nouvelles populations se sont constituées dans des carrières, dont certaines ont ensuite été comblées par des déchets ou remises en service.
La régression générale des insectes pourrait le priver d'une partie de sa nourriture (à l'état adulte). 
Des mortalités massives, épidémiques et inexpliquées de crapauds alytes ont été enregistrées en Europe du Sud en 1997, 1998 et 1999. En 1992 des mortalités importantes de têtards et larves en cours de métamorphose étaient constatées en altitude dans des lacs pyrénéens. Et en 1994 dans le même secteur une épidémie décimait à nouveau des crapauds alytes (attribuée à une bactérie du genre Aeromonas : Aeromonas hydrophila, qui cause une maladie parfois dénommée « maladie des pattes rouges »). 
En recherchant l'agent pathogène ou la cause de ces mortalités, on a constaté que - comme de nombreuses autres espèces d'amphibiens - le crapaud Alytes est depuis quelques années également victime d'un champignon parasite (Chytride, causant des Chytridiomycoses) qui décime des amphibiens dans un nombre croissant de pays. 

Ce champignon a d'abord été repéré en Espagne chez l'Alyte, dans une aire protégée ; c'était le premier cas de décimation d'amphibiens par un champignon en Europe. Depuis l'aire du champignon s'étend et remonte vers le nord en Europe.

## Protections
L'alyte accoucheur est cité dans l'annexe II de la convention de Berne et dans l'annexe IV de la directive Habitats. 
Il est protégé en France, en Belgique et au Luxembourg.

## Taxinomie
Deux sous-espèces sont parfois reconnues :
- Alytes obstetricans obstetricans dans la plus grande partie de la France et en Belgique
- Alytes obstetricans  almogavarii[11] partie méridionale des Pyrénées-Orientales, Nord-Est de la Péninsule Ibérique. L'adulte se caractérise par un dos relativement verruqueux et tacheté et par de petites glandes parotoïdes[3].

## Étymologie
Alyte vient du grec ancien αλυτος, alytos, « qui ne peut être délié » (Iliade, 13, 37 ds Bailly), c'est-à-dire délivré des œufs avant leur éclosion, obstetricans vient du latin obstetrix « sage-femme, accoucheuse » (Gaffiot).

## Publication originale
- Laurenti, 1768 : Specimen medicum, exhibens synopsin reptilium emendatam cum experimentis circa venena et antidota reptilium austriacorum. Vienna Joan Thomae p. 1-217 (texte intégral).